# Platycryptus
Genre
Platycryptus est un genre d'araignées aranéomorphes de la famille des Salticidae.

## Distribution
Les espèces de ce genre se rencontrent en Amérique.

## Liste des espèces
Selon World Spider Catalog (version 18.0, 05/05/2017) :
- Platycryptus arizonensis (Barnes, 1958)
- Platycryptus californicus (Peckham & Peckham, 1888)
- Platycryptus magnus (Peckham & Peckham, 1894)
- Platycryptus undatus (De Geer, 1778)

## Systématique et taxonomie
Le nom de ce genre est préoccupé par Platycryptus Kriechbaumer, 1893 dans les hyménoptères (actuellement synonyme de Ethelurgus).

## Publication originale
- Hill, 1979 : The scales of salticid spiders. Zoological Journal of the Linnean Society, vol. 65, p. 193-218.